# Melisseus
Melisseus (altgriechisch Μελισσεύς Melisseús, deutsch ‚der „Mann der Bienen“‘), auch Melissos (Μέλισσος Mélissos), ist in der griechischen Mythologie ein König auf Kreta. 
Er war zugleich der Dämon des Honigs und der Kunst der Bienenhaltung. Er galt als Vater der Nymphen Adrasteia und Ide oder von Adrasteia und Kynosura beziehungsweise von Amaltheia und Melissa, denen Rhea das Zeuskind übergab, um es gemeinsam mit den Kureten in der diktäischen Höhle – und somit vor dem Zugriff des Kronos geschützt – erziehen zu lassen.
Möglicherweise ist Melisseus mit dem Kureten gleichen Namens gleichzusetzen. Da laut einem Scholion zur Bibliotheke des Apollodor die Kureten jedoch Brüder von Adrasteia und Ide waren, müsste er ein Sohn des Königs gewesen sein.
Als Erster der Menschen brachte Melisseus den Göttern Opfer dar, führte neue Bräuche des Gottesdienstes und Festumzüge zu Ehren der Götter ein. Seine Tochter Ide soll namengebend für das troische Ida-Gebirge gewesen sein. Seine Tochter Melissa machte er zur ersten Priesterin der Rhea.